# Mjerenje deformacija
Mjerenje deformacija ili oskultacija visokih objekata i hidroelektrana se vrši u cilju osiguranja od mogućih iznenadnih i nepredvidivih pojava na objektima (brana i strojarnica), te zaštita okoliša i nizvodnog područja od šteta i katastrofa. Geodetsko-tehničkim praćenjem provodi se prikupljanje potrebnih podataka provedbom najpreciznijih geodetskih mjerenja, radi racionalnog održavanja objekata u toku korištenja. Bitno je da se pravovremeno zabilježe svi događaji i stanja koji bi mogli utjecati na sigurnost objekata.
Geodetska mjerenja pomaka obuhvaćaju sva mjerenja u svrhu određivanja promjene oblika objekta ili tla pod utjecajem vanjskih ili unutarnjih sila. Objekt se idealizira određenim brojem točaka, čiji se položaj određuje u odnosu na referentnu ili osnovnu geodetsku osnovu izvan područja mogućih pomaka. Geodetskim metodama određuju se promjene položaja pojedinih točaka na objektu, a deformacija se može utvrditi na temelju rezultata mjerenja pomaka. Stvarno ponašanje objekta može se utvrditi samo dobro osmišljenim i kvalitetno izvedenim opažanjima, te stručnom obradom podataka.

## Mehaničke i optičke metode mjerenja deformacija
Mehaničke i optičke metode mjerenja deformacija obuhvaćaju mjerenja s direktnim očitanjem vrijednosti pomaka, deformacija i uzgona na pristupačnim mjestima. 

### Klinometar
Klinometar je mjerni instrument koji služi za precizno mjerenje kutnih promjena nagiba, a osniva se na jako osjetljivoj libeli, čijim se pomjeranjima upravlja s pomoću mikrometrijskog vijka.

### Deformetar
Deformetar služi za mjerenje deformacija i relativnih pomaka, a obično ima dva odvojena metalna trajno ugrađena ležaja, između kojih se mjeri promjena udaljenosti. Tim istrumentom se mogu mjeriti pojedinačne udaljenosti, ili ukupne deformacije duž određenog pravca (na primjer, kruna brane). Deformetrom se može mjeriti naponsko stanje u stijeni i određivati Poissonov koeficijent, a on služi i za kontrolu otvaranja spojnica (fuga). 
Koriste se za mjerenje pokose u stijeni i klizišta, za određivanje potencijalnih kliznih ploha (u kombinaciji s okomitim inklinometrom). Kod tunela i podzemnih prostorija služi za mjerenje deformacija i aksijalnih pomaka duž bušotine u tlu ili slaboj stijeni, te za opažanje pomaka u bubrivim stijenama. Kod nasipa i brana služi za opažanje deformacijskih profila u nasipu ili brani i temeljnom tlu.

### Koordinatni visak
Koordinatni visak spada u grupu jednostavnih, ali vrlo sigurnih metoda za kontrolu pomaka točaka na tijelu i kruni brane, u odnosu na temelje. Posebnim instrumentom, koordimetrom, mjere se relativni pomaci okomite invarske niti promjera 1 mm, u odnosu na stajališnu točku instrumenta.

### Okomiti kolimator
Okomiti kolimator je mjerni instrument koji mjeri pomake duž nekog zamišljenog pravca u okomitoj ravnini, a sastoji se od jednog povećala s osvijetljenim mikrometarskim vijkom.

### Slitometar
Slitometar je posebni sustav s koordimetrom i klinometrom, kojim se mjere pomaci stijene u temeljima, u odnosu na tijelo brane.

### Temeljne žice i trake
Ovaj sustav za mjerenje sastoji se od jedne invarske žice ili trake, zategnute između točke na dnu bušotine, u stijeni ispod temelja brane ili izvan temelja brane, i pristupačne točke u tijelu brane. Prikladnim mjernim uređajem, kao što je mikroskop s oznakama mjerila, omogućuje se očitanje relativnih pomaka s točnošću od 0,1 do 0,2 mm. Rezultati mjerenja temeljnim žicama i trakama jako su važni za pravilnu ocjenu ponašanja stijene u različitim dijelovima temelja brane. Na osnovu ovih mjerenja mogu se razdvojiti elastične od plastičnih deformacija stijene.

### Deformirajuća cijev
Za pronalaženje ravnine klizanja, to jest ravnine duž koje dolazi do pomicanja stijenske mase, upotrebljava se naročito savitljiva čelična cijev, kojom se oblaže bušotina u stijeni, ispod ili izvan temelja brane. 

### Hidro-nivelmanski instrument
Radi na osnovu pojave spojenih posuda, a sastoji se od dvije posude napunjene destiliranom vodom i spojena posebnom cijevi određene dužine. Pomoću mikrometrskog vijka i mikroskopa promatraju se promjene razine vode zbog deformacije podloge, na kojoj se instrument postavi, bilo da se radi o tijelu brane ili o stijeni u temeljima. Tačnost očitanja instrumenta je velika i kreće se oko ± 0,004 kutne sekunde na 25 metara vodoravne cijevi.

### Hidrometar
Hidrometar služi za mjerenje uzgona u temeljnoj plosi ili u stijeni. Rad mu se zasniva na principu piezometarske cijevi koja povezuje temeljnu plohu ili bušotinu u stijeni s kontrolnim hodnikom u brani. Na kraju svake cijevi nalazi se precizni manometar za očitanje tlaka i ventil za ispuštanje vode.

## Električne i elektroakustične metode mjerenja deformacija

### Električni termometar
Toplinski učinci imaju veliki utjecaj na ponašanje konstrukcije i zato je neophodno da se promatra njihov razvoj i tok u konstrukciji. Opažanja na izvedenim branama su pokazala da je unutrašnja raspodjela temperatura vrlo složena. Termičke napone u betonskoj brani izaziva nejednolika raspodjela vanjske temperature po tijelu brane i hidratacijska toplina, koja se oslobađa pri vezivanju cementa i otvrdnjavanja betona i dugotrajna je. Veliki utjecaj na razvoj vanjskih toplinskih valova imaju temperatura stijena, Sunčeva svjetlost i djelovanje vjetrova. Za daljinsko mjerenje temperature zraka, vode i betona postoje električni termometri, koji rade na osnovu mjerenja omskog otpora.

### Električni ekstenzometri
To su instrumenti koji su ugrađeni na različitim točkama brane i mjere lokalne deformacije u smjeru u kojem su postavljeni, te ih prenose u posebnu mjernu centralu. Prednost im je u tome što se daljinskim prijenosom mogu mjeriti deformacije na nepristupačnim točkama, a mjerenja se vrše velikom preciznošću. Ekstenzometri se postavljaju u ravninama paralelnim s uzvodnim i nizvodnim licem brane, jer se pretpostavlja da se glavne deformacije razvijaju u tim ravninama. 

### Električne tenzometarske kapsule
To su mjerni instrumenti kojima se izravno mjeri, daljinskim prijenosom, svaka promjena naponskog stanja u konstrukciji. Na betonskim branama pretežno se postavljaju u blizini temeljne plohe, radi proučavanja opterećenja u zoni temelja i ponašanja stijena u temeljima. Znatno veću primjenu nalaze kod nasutih brana. Vrlo je raširena upotreba elektroakustičnih tenzometarskih kapsula, koje se osnivaju na promjeni frekvencije vibrirajuće žice zbog opterećenja dviju ploča, od kojih se jedna deformira, a druga je kruta. Kapsule se izrađuju i na osnovu promjene električnog otpora, direktnog očitanja pomoću električnog kontakta i komprimiranog zraka, te na osnovu piezoelektričnog otpora na bazi kvarcnog kristala.

### Električni manometri
Električni manometri služe za mjerenje pornog tlaka i uzgona na nepristupačnim mjestima u konstrukciji.

### Električni higrometar
Električni higrometar služi za mjerenje promjena vlažnosti betona na osnovu električne vodljivosti, putem mjerenja električnog otpora.

### Električne mjerne trake
To su trake koje služe za mjerenje deformacija na površinama brane ili stijene. Na površinu se lijepe specijalnim premazima. Zasnivaju se na promjeni električnog otpora, a to je obično tanka žica konstantana, čiji promjer ovisi o veličini željenog električnog otpora.

## Geofizičke metode mjerenja deformacija
Usporedo s prvim punjenjem umjetnog jezera, javlja se rad na prilagođavanju stjenovitog masiva novim uslovima ravnoteže, jer su nove sile narušile prethodno stanje. Narušavanje ravnoteže očituje se brojnim mikroseizmičkim akcijama u stijeni oko brane. Te akcije, uslovljene opterećenjem, uzrokuju u stjenovitoj sredini male lomove s bezbroj sitnih pukotina, koje povećavaju poroznost stijene. 
Ispitivanja betona na izgrađenim branama pokazala su da sa starošću betona opada vrijednost modula elastičnosti. Modul elastičnosti betona u konstrukciji može se ispitati i posebno ugrađenom hidrauličkom prešom; njome se izazivaju tlakovi, a deformacije se mjere električnim ekstenzometrom.

## Geodetske metode mjerenja deformacija
Geodetske metode mjerenja deformacija se zasniva na primjeni preciznih geodetskih instrumenata za utvrđivanje pomjeranja pojedinih kontrolnih točaka, raspoređenih na pogodan način po tijelu brane i po terenu na koji se oslanja. Mjerenjem se utvrđuje relativna promjena položaja tih referentnih točaka u prostornom koordinatnom sustavu. Opažanja uz primjenu geodetskih metoda mjerenja izvode se prije, za vrijeme gradnje i nakon završetka gradnje. 

### Nivelir
Nivelir se sastoji od dalekozora, koji se može okretati oko okomite osovine, a kolimaciona mu je os postavljena u vodoravan položaj automatski ili pomoću nivelirske libele na durbinu. Okretanjem dalekozora oko okomite osi kolimaciona os durbina opisuje vodoravnu ravninu kojom se sjeku letve, postavljene okomito na točkama čiju visinsku razliku treba odrediti.

### Teodolit
Teodolit je geodetski instrument za mjerenje okomitih i vodoravnih pravaca (kuteva) i optičko (danas elektronsko) mjerenje duljina. Klasičan optički teodolit sastoji se od dva glavna dijela - alhidade (pokretni dio teodolita) i stativa (nepokretni dio teodolita) koji nosi alhidadu.

### Totalna stanica
Totalna stanica je kompjuterizirana verzija elektroničkog teodolita. Totalne stanice imaju u sebi računalo, memoriju i elektronički daljinomjer. Totalna stanica omogućava jednostavnije snimanje detalja, iskolčavanja, te brže i preciznije izvođenje radova. Elektronički daljinomjer je najveća prednost totalnih stanica. Takvi daljinomjeri sastoje se od odašiljača koji emitira elektromagnetsko zračenje u infracrvenom ili radio spektru. Elektronički daljinomjer zahtjeva reflektor na kraju mjerenje dužine koji reflektira odaslane elektromagnetske valove. Preciznost elektroničkog daljinomjera kod totalnih stanica je oko 2 mm na 1 km mjerenje duljine.

### Globalni navigacijski satelitski sustavi
Globalni navigacijski satelitski sustavi (GNSS), standardni generički termin za satelitske navigacijske sustave (Sat Nav) koji pružaju autonomno geoprostorno pozicioniranje s globalnom pokrivenošću. GNSS omogućuje malim elektroničkim prijemnicima određivanje njihove lokacije (longitude, latitude i altitude) s odmakom od samo nekoliko metara, koristeći vremenske signale koje duž linije vida transmitira radio sa satelitâ. Prijemnici računaju precizno vrijeme i poziciju koji se mogu koristiti u znanstvenim eksperimentima.
Jedini potpuno operativni GNSS do 2009. bio je američki NAVSTAR Global Positioning System (GPS, hrv. Globalni pozicijski sustav). Ruski GLONASS jest GNSS u procesu pripreme za punu operativnost. Pozicijski sustav Galileo Europske unije nalazi se u inicijalnoj fazi implementacije s planiranom operativnošću do 2014. godine. Narodna Republika Kina naznačila je kako će proširiti svoj regionalni navigacijski sustav Beidou u globalni navigacijski sustav Compass do 2015. godine.